# Penitenciária Federal de Catanduvas

Município de Catanduvas (em vermelho)

A Penitenciária Federal em Catanduvas, localizada a 476 quilômetros de Curitiba, na região oeste do Paraná, foi a primeira prisão federal de segurança máxima inaugurada pela União. Como as demais penitenciárias de segurança máxima, tem 208 celas individuais e 12 de isolamento, sendo de 12.700 metros quadrados sua área construída. Este estabelecimento prisional destina-se exclusivamente a presos de alta periculosidade, líderes de organizações criminosas.

## Topônimo
"Catanduvas" é palavra de origem tupi que significa "ajuntamento de mata dura", através da junção dos termos ka'a (mata), atã (duro) e tyba (ajuntamento). É uma referência à vegetação com árvores de troncos e galhos retorcidos recobertos por casca grossa e resistente ao fogo. Este nome designava a fisionomia mais característica do cerrado brasileiro.

## História
A penitenciária foi inaugurada em junho de 2006, e logo em julho do mesmo ano recebeu o criminoso Fernandinho Beira-Mar.
No fim do ano, diversos líderes do tráfico carioca foram transferidos para lá, após violentos ataques terroristas promovidos por bandidos de diversas facções contra a população, em represália ao crescimento das milícias, que deixaram dezoito mortos.
Entre os presos transferidos para Catanduvas na ocasião, estavam: Marcinho VP, Isaías do Borel, Elias Maluco, Porca Russa, Robinho Pinga, Lambari, My Tor, Tchaca, Sapinho e Claudinho da Mineira.
Atualmente abriga o traficante Marcelo "Piloto" que foi extraditado do Paraguai, diretamente para a prisão federal em Catanduvas.
Não há registros de fugas, rebeliões, entrada de celulares e drogas ilícitas na Penitenciária Federal em Catanduvas, sendo considerada uma das mais seguras do Brasil.